# Broască

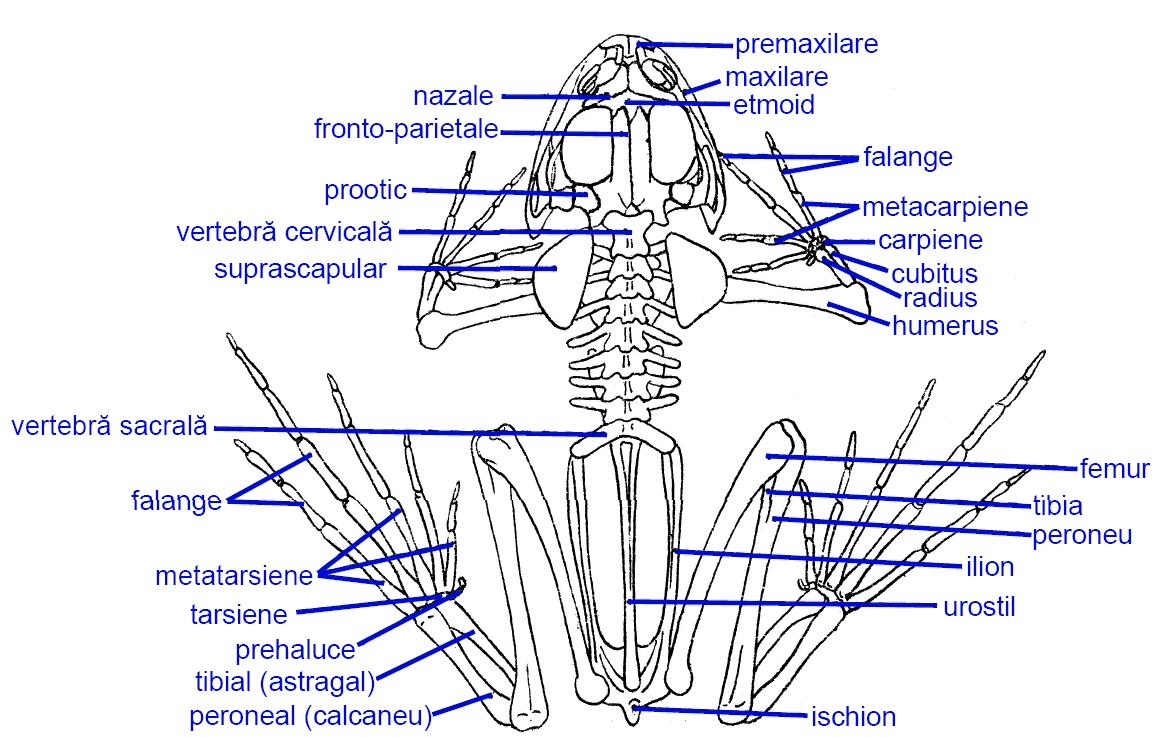
Scheletul broaștei (Rana esculenta).

Broasca (Anura) este un ordin de animale amfibii tetrapode, fără coadă când sunt adulte (anure), cu picioarele dinapoi mai lungi, adaptate pentru sărit, cu gura largă și cu ochii bulbucați. Forma larvară, branhiată și înotătoare, prezentând o coadă care dispare la metamorfoză, este denumită mormoloc.
Broasca de baltă adultă trăiește atât în apă (unde se adăpostește și reproduce), cât și pe uscat (unde se hrănește). Nările de pe vârful botului se închid când se află în apă. Broaștele se înmulțesc prin ouă, care, neavând cochilie, sunt depuse în apă.
Broasca adultă se hrănește cu omizi, limacși, melci mici, insecte adulte, râme: tot ce se mișcă pe uscat și este suficient de mic pentru a îi intra în gură. Prinde prada sărind pe ea sau apropiindu-se și încleind-o cu limba, protractilă. Mormolocul este omnivor și se hrănește rozând alge, cadavre de insecte, pești, icre moarte, iar în caz de foamete, mormolocii se pot devora între ei recurgând la canibalism, cei mai mari atacându-i pe cei mai mici, accelerându-și metamorfoza și reușind astfel să perpetueze specia.
Broaștele și mormolocii lor sunt foarte sensibili la poluări, la viroze și la bolile provocate de ciuperci (mucegaiuri acvatice). Prezența lor denotă existența unui echilibru biologic în ecosistem, chiar dacă acesta conține macro-deșeuri (fiare vechi și alte gunoaie).

## Morfologie externă
Au corpul format din: cap, trunchi și membre (broaștele sunt primele vertebrate tetrapode - cu patru membre).

### Capul
Este de formă triunghiulară, are ochi mari aurii, capabili să distingă culorile, dar mai ales mișcarea. Ochii sunt ținuți bulbucați când animalul pândește, dar pot fi acoperiți printr-o pleoapă străvezie și chiar retractați în craniu sub apă, sau când broasca se sforțează să înghită o pradă mare. Nările se închid când intră în apă. Ea are două feluri de respirații:

-cutanee

-pulmonară

Urechea este mai evoluată decât la pești. Are o limbă subțire având glande care secretă o substanță cleioasă. Limba ei este ușor despicată la vârf. 

### Trunchiul
Are o piele fără solzi cu glande ce secretă o substanță alunecoasă și bactericidă (mucus).

### Membrele
Membrele anterioare sunt mai scurte decât cele posterioare și au 4 degete terminate cu gheare. Locomoția- semiacvatica, adică este dublă : pe uscat, mergând sau sărind, iar prin apă, înotând cu puternicele labe posterioare, palmate.

## Sistemul intern
Sistemul nervos, mai dezvoltat decât la pești, prefigurează dezvoltarea creierului animalelor terestre.

## Broaștele din România
Legenda:
- CR (critically endangered) – specie critic amenințată cu dispariția
- EN (endangered) – specie în pericol de dispariție
- VU (vulnerable) – specie vulnerabilă
- NT (near threatened) – specie aproape amenințată cu dispariția
- LC (least concern) – specie neamenințată cu dispariția
- NE (not evaluated) – specie neevaluată

| Denumire științifică             | Denumire populară                                            | Statut International după IUCN | Statutul în România după Cartea Roșie a Vertebratelor din România | Imagine |
| -------------------------------- | ------------------------------------------------------------ | ------------------------------ | ----------------------------------------------------------------- | ------- |
| Bombina bombina                  | Buhai de baltă cu burta roșie (Izvorașul cu burtă roșie)     | LC                             | NT                                                                |         |
| Bombina variegata variegata      | Buhai de baltă cu burtă galbenă (Izvorașul cu burtă galbenă) | LC                             | NT                                                                |         |
| Pelobates fuscus fuscus          | Broasca de pământ brună                                      | LC                             | VU                                                                |         |
| Pelobates syriacus balcanicus    | Broasca de pământ siriacă                                    | LC                             | EN                                                                |         |
| Bufo bufo bufo                   | Broasca râioasă brună                                        | LC                             | NT                                                                |         |
| Bufo viridis viridis             | Broasca râioasă verde                                        | LC                             | NT                                                                |         |
| Hyla arborea arborea             | Brotăcel                                                     | LC                             | VU                                                                |         |
| Pelophylax ridibundus ridibundus | Broasca mare de lac                                          | LC                             | NE                                                                |         |
| Pelophylax kl. esculentus        | Broasca mică de lac                                          | LC                             | NE                                                                |         |
| Pelophylax lessonae              | Broasca mică verde (Broasca lui Lessona)                     | LC                             | NE                                                                |         |
| Rana dalmatina                   | Broasca roșie de pădure                                      | LC                             | VU                                                                |         |
| Rana temporaria temporaria       | Broasca roșie de munte                                       | LC                             | VU                                                                |         |
| Rana arvalis arvalis             | Broasca de mlaștină                                          | LC                             | EN                                                                |         |
| Rana arvalis wolterstorffi       | Broască de mlaștină Wolterstorffi                            | -                              | -                                                                 | -       |